# 肥後新田藩
肥後新田藩（ひごしんでんはん）は、熊本藩の支藩。熊本新田藩とも。末期に高瀬藩（たかせはん）と称す。
寛文6年（1666年）、熊本藩3代藩主・細川綱利の弟・利重が熊本藩の蔵米より3万5千石を分与され立藩した。江戸鉄砲洲に住み参勤交代を行わない定府大名であった。しかし、明治維新により慶応4年（1868年）に仮藩庁を高瀬町奉行所（玉名市）に置いた。これにより、高瀬藩と改称した。明治3年（1870年）、玉名郡岩崎村（玉名市）に正規の陣屋が完成し移った。しかし、同年には熊本藩に合併し廃藩となった。

## 歴代肥後新田藩主
細川家
外様　3万5千石　（1666年 - 1870年）
1. 利重
2. 利昌
3. 利恭
4. 利寛
5. 利致
6. 利庸
7. 利国
8. 利愛
9. 利用
10. 利永